# 2016 International Champions Cup
Cupa Internațională a Campionilor (sau ICC), este un turneu în care se dispută meciuri amicale.
Turneul se desfășoară în perioada 22 Iulie - 13 august.
În decembrie 2015, Juventus, Tottenham Hotspur și Melbourne Victory au fost confirmate ca participante ale turneului din Australia. Atlético Madrid a fost confirmată ca a patra echipă pe 1 martie. Melbourne Victory, este prima echipă din Asia care concurează la Cupa Internațională a Campionilor.
Pe 5 februarie 2016, Manchester City a fost anunțată că va participa la acest turneu. Ei i s-au alăturat Manchester United și Borussia Dortmund pe 23 martie 2016.
În martie 2016 au fost anunțate Barcelona, Bayern München, Celtic, Chelsea, Liverpool, Inter Milano, Milano, Real Madrid, Leicester City și Paris Saint-Germain ca echipe participante la turneu.

## Echipele

### Australia
| Țara      | Echipa            | Locația   | Confederația | Campionatul    |
| --------- | ----------------- | --------- | ------------ | -------------- |
| Australia | Melbourne Victory | Melbourne | AFC          | A-League       |
| Anglia    | Tottenham Hotspur | London    | UEFA         | Premier League |
| Italia    | Juventus          | Torino    | UEFA         | Seria A        |
| Spania    | Atlético Madrid   | Madrid    | UEFA         | La Liga        |

### China
| Țara     | Echipa            | Locația    | Confederația | Campionatul    |
| -------- | ----------------- | ---------- | ------------ | -------------- |
| Anglia   | Manchester City   | Manchester | UEFA         | Premier League |
| Anglia   | Manchester United | Manchester | UEFA         | Premier League |
| Germania | Borussia Dortmund | Dortmund   | UEFA         | Bundesliga     |

### SUA și Europa
| Țara     | Echipa         | Locația   | Confederația | Campionatul          |
| -------- | -------------- | --------- | ------------ | -------------------- |
| Anglia   | Chelsea        | London    | UEFA         | Premier League       |
| Anglia   | Leicester City | Leicester | UEFA         | Premier League       |
| Anglia   | Liverpool      | Liverpool | UEFA         | Premier League       |
| Franța   | PSG            | Paris     | UEFA         | Ligue 1              |
| Germania | Bayern München | München   | UEFA         | Bundesliga           |
| Italia   | Inter Milan    | Milan     | UEFA         | Seria A              |
| Italia   | AC Milan       | Milan     | UEFA         | Seria A              |
| Scoția   | Celtic         | Glasgow   | UEFA         | Scottish Premiership |
| Spania   | Barcelona      | Barcelona | UEFA         | La Liga              |
| Spania   | Real Madrid    | Madrid    | UEFA         | La Liga              |

## Stadioane

### Australia
| Melbourne                |
| ------------------------ |
| Melbourne Cricket Ground |
| Capacitate: 100,024      |
|                          |

### China
| Beijing                        |
| ------------------------------ |
| Stadionul Național din Beijing |
| Capacitate: 80,000             |
|                                |

### Europa
| Glasgow            | Dublin             | Stockholm          | London           |
| ------------------ | ------------------ | ------------------ | ---------------- |
| Celtic Park        | Aviva Stadium      | Friends Arena      | Wembley Stadium  |
| Capacitate: 60,411 | Capacitate: 51,700 | Capacitate: 50,653 | Capacity: 90,000 |
|                    |                    |                    |                  |

### SUA
| Ann Arbor          | Chicago              | Eugene               | Columbus                |
| ------------------ | -------------------- | -------------------- | ----------------------- |
| Michigan Stadium   | Soldier Field        | Autzen Stadium       | Ohio Stadium            |
| Capacity: 107,601  | Capacitate: 61,500   | Capacitate: 59,000   | Capacitate: 104,944     |
|                    |                      |                      |                         |
| Santa Clara        | 10 stadioane din SUA | 10 stadioane din SUA | East Rutherford         |
| Levi's Stadium     | 10 stadioane din SUA | 10 stadioane din SUA | MetLife Stadium         |
| Capacitate: 68,500 | 10 stadioane din SUA | 10 stadioane din SUA | Capacitate: 82,566      |
|                    | 10 stadioane din SUA | 10 stadioane din SUA |                         |
| Pasadena           | 10 stadioane din SUA | 10 stadioane din SUA | Charlotte               |
| Rose Bowl          | 10 stadioane din SUA | 10 stadioane din SUA | Bank of America Stadium |
| Capacitate: 92,542 | 10 stadioane din SUA | 10 stadioane din SUA | Capacitate: 74,455      |
|                    | 10 stadioane din SUA | 10 stadioane din SUA |                         |
| Minneapolis        | 10 stadioane din SUA | 10 stadioane din SUA | Carson                  |
| U.S. Bank Stadium  | 10 stadioane din SUA | 10 stadioane din SUA | StubHub Center          |
| Capacitate: 66,792 | 10 stadioane din SUA | 10 stadioane din SUA | Capacitate: 27,000      |
|                    | 10 stadioane din SUA | 10 stadioane din SUA |                         |

## Meciuri

### Australia
| Data          | Ora   | Echipa 1          | Scor     | Echipa 2          |
| ------------- | ----- | ----------------- | -------- | ----------------- |
| 23 iulie 2016 | 12:00 | Melbourne Victory | 1-1(4-3) | Juventus          |
| 26 iulie 2016 | 13:00 | Juventus          | 2-1      | Tottenham Hotspur |
| 29 iulie 2016 | 13:00 | Tottenham Hotspur | 0-1      | Atletico Madrid   |

### China
| Data          | Ora   | Echipa 1          | Scor         | Echipa 2          |
| ------------- | ----- | ----------------- | ------------ | ----------------- |
| 22 iulie 2016 | 15:00 | Manchester United | 1-4          | Borussia Dortmund |
| 25 iulie 2016 | 14:30 | Manchester City   | Meci anulat* | Manchester United |
| 28 iulie 2016 | 14:30 | Borussia Dormund  | 1-1(1-2)     | Manchester City   |

*Meciul 2 a fost amânat din cauza ploii! În această situație nu va fi acordat niciun trofeu.

### SUA și Europa
| Data           | Ora   | Echipa 1    | Scor     | Echipa 2       |
| -------------- | ----- | ----------- | -------- | -------------- |
| 23 iulie 2016  | 19:30 | Celtic      | 1-1(5-6) | Leicester City |
| 25 iulie 2016  | 00:00 | Inter       | 1-3      | PSG            |
| 28 iulie 2016  | 02:30 | Real Madrid | 1-3      | PSG            |
| 28 iulie 2016  | 04:30 | Bayern      | 3-3(3-4) | AC Milan       |
| 28 iulie 2016  | 06:30 | Chelsea     | 1-0      | Liverpool      |
| 30 iulie 2016  | 20:00 | Celtic      | 1-3      | Barcelona      |
| 30 iulie 2016  | 22:00 | Real Madrid | 3-2      | Chelsea        |
| 31 iulie 2016  | 00:00 | Inter       | 1-4      | Bayern         |
| 31 iulie 2016  | 05:00 | Liverpool   | 2-0      | AC Milan       |
| 31 iulie 2016  | 19:00 | PSG         | 4-0      | Leicester      |
| 3 august 2016  | 21:00 | Barcelona   | 4-2      | Leicester      |
| 4 august 2016  | 02:30 | Bayern      | 0-1      | Real Madrid    |
| 4 august 2016  | 04:30 | AC Milan    | 1-3      | Chelsea        |
| 6 august 2016  | 19:15 | Liverpool   | 4-0      | Barcelona      |
| 13 august 2016 | 21:00 | Inter       | 2-0      | Celtic         |

## Clasament

#### Australia
| Loc | Echipa            | M | V | CP | PP | Î | GM | GP | Glv. | P | TITLUL                       |
| --- | ----------------- | - | - | -- | -- | - | -- | -- | ---- | - | ---------------------------- |
| 1   | Juventus          | 2 | 1 | 0  | 1  | 0 | 3  | 2  | +1   | 4 | 2016 ICC Australia Champions |
| 2   | Atlético Madrid   | 1 | 1 | 0  | 0  | 0 | 1  | 0  | +1   | 3 |                              |
| 3   | Melbourne Victory | 1 | 0 | 1  | 0  | 0 | 1  | 1  | 0    | 2 |                              |
| 4   | Tottenham Hotspur | 2 | 0 | 0  | 0  | 2 | 1  | 3  | −2   | 0 |                              |

#### China
Nu va fi acordat niciun trofeu,pentru că un meci a fost anulat.
| Loc | Echipa            | M | V | CP | PP | Î | GM | GP | Glv. | P |
| --- | ----------------- | - | - | -- | -- | - | -- | -- | ---- | - |
| 1   | Borussia Dortmund | 2 | 1 | 0  | 1  | 0 | 5  | 2  | +3   | 4 |
| 2   | Manchester City   | 1 | 0 | 1  | 0  | 0 | 1  | 1  | 0    | 2 |
| 3   | Manchester United | 1 | 0 | 0  | 0  | 1 | 1  | 4  | −3   | 0 |

#### SUA & EUROPA
| Loc | Echipa              | M | V | CP | PP | Î | GM | GP | Glv. | P | Titlul                                      |
| --- | ------------------- | - | - | -- | -- | - | -- | -- | ---- | - | ------------------------------------------- |
| 1   | Paris Saint-Germain | 3 | 3 | 0  | 0  | 0 | 10 | 2  | +8   | 9 | 2016 ICC United States and Europe Champions |
| 2   | Liverpool           | 3 | 2 | 0  | 0  | 1 | 6  | 1  | +5   | 6 |                                             |
| 3   | Chelsea             | 3 | 2 | 0  | 0  | 1 | 6  | 4  | +2   | 6 |                                             |
| 4   | Barcelona           | 3 | 2 | 0  | 0  | 1 | 7  | 7  | 0    | 6 |                                             |
| 5   | Real Madrid         | 3 | 2 | 0  | 0  | 1 | 5  | 5  | 0    | 6 |                                             |
| 6   | Bayern München      | 3 | 1 | 0  | 1  | 0 | 7  | 5  | +2   | 4 |                                             |
| 7   | Internazionale      | 3 | 1 | 0  | 0  | 2 | 4  | 7  | −3   | 3 |                                             |
| 8   | Milan               | 3 | 0 | 1  | 0  | 2 | 4  | 8  | -4   | 2 |                                             |
| 9   | Leicester City      | 3 | 0 | 1  | 0  | 2 | 3  | 9  | -6   | 2 |                                             |
| 10  | Celtic              | 3 | 0 | 0  | 1  | 2 | 2  | 6  | -4   | 1 |                                             |